# 滑鱗扇尾鮃
滑鱗扇尾鮃為輻鰭魚綱鰈形目鰈亞目牙鮃科的其中一種，為亞熱帶海水魚，分布於東太平洋區，從美國加州蒙德勒灣至加利福尼亞灣海域，棲息深度5-79公尺，體長可達63.5公分，棲息在沙泥底質底層水域，以甲殼類為食，生活習性不明，可做為食用魚。